# Samajwadi Janata Party (Rashtriya)
Samajwadi Janata Party (Rashtriya), ett politiskt parti i Indien, och en utbrytning ur det större Samajwadi Party. Partiet är socialistiskt.
I valet till Lok Sabha 1999 fick partiet 0,1% av rösterna och 1 mandat. Röstandelen, såväl som mandat, behölls i valet 2004.